# حوض الوركاء
حوض الوركاء وهـو من أهـم اعـمال النحـتية لفـترة عصر ما قبل التاريخ والتي ترجـع إلى 3000-3300 قـبل الميلاد وجـدت في مدينة الوركاء في العراق. ومحـفوظة من قـبل المتحف البريطاني في لندن منـذ عام 1928 م ويعـتبر من أقـدم الاعـمال المبـكرة في الـشرق الأوسط

## الاكـتشاف
تم العثور عـلى الحـوض في المدينة السـومرية القديمة الوركاء. ويعتبر من الأشـياء المـعظمة في أحـدى المـعابد في المدينة والـذي يعـتقد انـها خـصصت للأله إنانا , ظـروف الاكـتشاف غيـر معروفـة.
تـم شـراء الحوض من قـبل المتحف البريطاني بدعم من جمعية الفن الوطنية في عام 1928 من المـعهد الألمـاني للـدراسات الـشرقية الذي نـفذت الـتنقيب في المـوقع

## الـوصف
حوض الوركاء مصـنوع من مـادة الجبس ويبـلغ طـوله مـتر تـقريبا. تـظهر النـقوش مـوكب من الأكـباش, والـنعاج والأبقار وهـم قـرب مـبنى من القـصب الـذي يشابه بيوت القصب في الاهـوار جـنوب العراق. فـسر الخـبراء الـنقوش على أن العـمل يـدل على «خـصوبة الاراضـي التي تحـت رعـاية الاله إنانا» فحـزمة القصـب فوق المـبنى التي ظـهرت في عـدة أعـمال تـدل على الأله إنانا